# Sangwinik
Sangwinik (łac. sanguis – krew) – jeden z temperamentów wyróżnianych w teorii humoralnej. Wiązany był z przewagą wpływu krwi na typ konstytucyjny człowieka. Wraz z rozwojem teorii humoralnej od starożytności do średniowiecza i wyróżnianego w niej podziału na cztery elementy, jako kolejne powiązania podawano dzieciństwo, wiosnę, powietrze (jako jeden z żywiołów), serce, poranek, czerwień, smak słodki. Astrologicznym skojarzeniem były Bliźnięta, Byk, Baran i Jowisz. Podobnie jak w przypadku krwi, miały mu odpowiadać cechy ciepła i suchości.
Sangwiników opisywano jako osoby wrażliwe, reagujące szybko i silnie, a jednocześnie odporne i dostosowujące się do warunków.
Pojęcie czterech temperamentów utrzymywało się w protonauce i wczesnej nauce przez stulecia. Johann Caspar Lavater w swojej fizjonomice zakładał, że sangwinika można rozpoznać po kształcie głowy i rysach twarzy. W typologii układu nerwowego Iwana Pawłowa sangwiników miał cechować typ silny, zrównoważony i ruchliwy.